# Operacja Betek
Operacja Betek (hebr. מבצע בתק, Miwca Betek) – izraelska operacja wojskowa przeprowadzona podczas I wojny izraelsko-arabskiej w dniach 11-12 lipca 1948 przeciwko irackiej armii i arabskim milicjom. Operacja była prowadzona na wysokości Migdal Afek, na wschód od Tel Awiwu. Była to część większej operacji Danny. Celem operacji było odsunięcie zagrożenia obszaru Tel Awiwu ze strony irackiego korpusu ekspedycyjnego oraz zajęcie strategicznych z punktu widzenia gospodarki wodnej źródeł rzeki Jarkon. Operacja zakończyła się sukcesem Izraelczyków.

## Tło wydarzeń
Niewielka arabska wieś Madżdal Jaba położona na wschodniej krawędzi nadmorskiej równiny odgrywała niezwykle ważną rolę, ponieważ w jej pobliżu znajdowały się źródła rzeki Jarkon. Jej wody były niezbędne dla przyszłego rozwoju równiny Szaron. Już 30 maja 1948 siły żydowskiej organizacji paramilitarnej Irgun zajęły tę wieś. Jednak już następnego dnia zostali wyparci po ataku sił irackich. W starciu zginęło 12 członków Irgunu. Natomiast po stronie arabskiej ranny w bitwie Hasan Salama zmarł po kilku dniach.
W okresie od 11 czerwca do 8 lipca 1948 w Palestynie obowiązywał pierwszy rozejm. Pomimo utrzymania linii frontu, sytuacja Izraelczyków była trudna i niezwykle skomplikowana. Próbę odblokowania komunikacji z oblężoną Jerozolimą i wyparcia jordańskiego Legionu Arabskiego podjęła się operacja Danny. Koncentrowała się ona wokół arabskich miast Lidda i Ramla, a następnie wokół Latrun. Dodatkowym czynnikiem zwiększającym zagrożenie obszaru Tel Awiwu był iracki korpus ekspedycyjny, którego najbardziej wysunięte w tym rejonie pozycje znajdowały się we wsi Madżdal Jaba. Podjęto wówczas decyzję, że w trakcie prowadzenia operacji Danny, wydzielone siły przeprowadzą operację Betek. Jej celem było wyparcie wojsk irackich.
Zawieszenie broni zostało zerwane 8 lipca 1948 przez Egipcjan, którzy zajęli kilka ważnych strategicznie punktów na pustyni Negew. W odpowiedzi izraelskie dowództwo wydało rozkaz do rozpoczęcia w dniu 10 lipca operacji Danny.

## Układ sił

### Siły arabskie
We wsi Madżdal Jaba stacjonował iracki batalion piechoty.

### Siły żydowskie
Zadanie przeprowadzenia operacji Betek otrzymała Brygada Aleksandroni.

## Przebieg operacji
Operacja rozpoczęła się w nocy z 11 na 12 lipca 1948. 32 Batalion bardzo szybko opanował wieś Madżdal Jaba i zajął ufortyfikowane pozycje obronne. W ciągu dnia doszło do serii ciężkich irackich kontrataków, które były wspierane ostrzałem artylerii. Irakijczycy nie mogą odzyskać wioski Madżdal Jaba postanowili wysadzić pompy wodne w pobliskim kamieniołomie. Izraelscy żołnierze zdołali jednak przeprowadzić skuteczny atak i uniemożliwili detonację podłożonych ładunków wybuchowych. W walce zginęło 36 izraelskich żołnierzy.

## Reakcje i następstwa
Operacja Betek zakończyła się sukcesem Izraelczyków.